# Johann Göbel (Mediziner)
Johann Göbel (* ca. 1527/28 Dresden; † 12. Februar 1586) war ein deutscher Arzt, der als Leibarzt des Kurfürsten August von Sachsen wirkte und mehrere medizinische Schriften verfasste.

## Leben und Wirken
Johann Göbel immatrikulierte sich am 7. August 1551 an der Fürstenschule in Meißen, wo er bis 1557 studierte. Nach dem Tod seines Vaters, des Predigers Dr. Johannes Göbel am 14. November 1551, verfasste er ein Trauergedicht. Am 11. Juni 1557 disputierte er in Wittenberg für das Lizentiat und wurde am 17. Juni 1557 gemeinsam mit Heinrich Paxmann promoviert, wobei Johann Hermann die Promotionsrede hielt.
Er erwarb 1559 eine Anstellung als Stadtarzt in Chemnitz. In diesem Amt bezog er ein Gehalt von 50 fl., erhielt freie Unterkunft und anfänglich einen Zuschuss von 4 fl. für Brennholz, wobei er ab dem zweiten Jahr die Kosten für Brennholz selbst tragen musste. Zusätzlich erhielt er einen einmaligen Umzugszuschuss von 6 fl. 1567 wechselte er als Stadtarzt nach Annaberg. 1569 heiratete Johann Göbel in Annaberg Anna Röhling, die Witwe des dortigen Hüttenherrn Asmus Röhling. Später kehrte er wieder nach Chemnitz zurück. 
Am 25. März 1576 berief Kurfürst August von Sachsen Göbel zum Leibarzt, eine Position, die er bis zu seinem Tod innehatte. Im gleichen Jahr veröffentlichte er ein Buch über erzgebirgische Bäder. Johann Göbel starb am 12. Februar 1586.

## Schriften und wissenschaftliche Beiträge
Johann Göbel veröffentlichte mehrere medizinische Schriften, die sich insbesondere mit den heilenden Eigenschaften von Mineralwässern auseinandersetzten. Sein bekanntestes Werk ist die „Diagraphia Thermalium aquarum in Misna apud Hermundures sitarum prope Annaebergum“ aus dem Jahr 1576. In diesem Buch beschrieb er detailliert die Mineralquellen in der Nähe von Annaberg, bekannt als das Wiesenbad.
Eine spätere Übersetzung ins Deutsche durch den Stadtarzt Martin Pansa erschien 1609 unter dem Titel „Klare Beschreibung des Wiesenbades“.